# Конанихін Олександр Павлович
Олександр Павлович Конани́хін (нар. 25 вересня 1966, Осташков, Калінінська область РРФСР) — один з перших банкірів пострадянської Росії, американський підприємець.

## Біографія

### Дитинство і юність
Народився 25 вересня 1966 року.
У 1983 році закінчив 33-ю школу міста Ярославля. Вступив до МФТІ на Факультет аерофізики та космічних досліджень. З осені 1985 підробляв на будівництві. Створив власну бригаду, за його словами, комерційно успішну (перше літо бригада змогла заробити 22 тисячі рублів).
У 1986 році відбувся перший з конфліктів Олександра Конанихіна з московською владою. У 1986 був виключений з ВЛКСМ, згідно протоколу — за махінації з талонами в їдальню, за словами самого Олександра — за заняття ремонтно-будівельним бізнесом. Однак у 1987 році був поновлений у ВЛКСМ.

### Комерційна та політична діяльність у Росії
1986 року Олександр організував кооператив «Жилрембуд», у якому до 1991 року, за його словами, працювало близько 600 осіб.
У 1990 році став одним з перших брокерів, отримавши місце в біржі, що тільки відкрилася .

В 1991 Олександр Конанихін керував Всеросійським біржовим банком (ВББ), через який йшла половина всіх валютних операцій в країні. Фінансував виборчу кампанію Бориса Єльцина в депутати Верховної ради РСФСР, коли Єльцин ще був «в опалі» . Його статки оцінювалися тоді в 300 мільйонів доларів.
В 1992 в Будапешті Олександр був захоплений в заручники колишніми співробітниками КДБ .
В 1993 Конанихін створив European Union Bank — Банк Європейського союзу (БЕС).

### У США
В 1996 Конанихін за звинуваченням, сфабрикованим російською владою, потрапив до американської в'язниці. У 1997 році його виправдали та випустили, у 1999 році йому було виплачено 100 тисяч доларів компенсації та надано політичний притулок.
Однією з перших американських компаній, створених Конанихіним, стала американська філія московського рекламного агентства Greatis.
У 1997 році Конанихін заснував компанію KMGI.com (інтернет-бізнес), що займається продажем програмного забезпечення та новими рекламними технологіями . До 2003 року компанія мала вже двісті співробітників та офіс в Empire State Building . Партнером компанії є дружина Конанихіна, Сільвіна, колишній віце-президент компанії Visa в США.
21 листопада 2003 року Апеляційна колегія з імміграційних справ США позбавила Конанихіна статусу політичного біженця, проте у вересні 2007 суд визнав, що у разі депортації до Росії Конанихіну загрожує «смертельна небезпека», оскільки він є «відвертим критиком президентів Єльцина та Путіна».
27 лютого 2022 бізнесмен оголосив нагороду в 1,000,000 $ за «голову» президента Росії Володимира Путіна у зв'язку з Вторгненням Росії в Україну .
У своєму Facebook-аккаунті Олександр написав:

Я обіцяю заплатити 1 000 000 доларів США офіцеру (офіцерам), які, виконуючи свій конституційний обов'язок, заарештують Путіна як військового злочинця за російським та міжнародним законодавством. Путін не є президентом Росії, оскільки він прийшов до влади в результаті спецоперації з підриву багатоквартирних будинків в Росії, а потім порушив Конституцію, скасувавши вільні вибори, і вбив своїх опонентів. Як етнічний росіянин і громадянин Росії, я вважаю своїм моральним обов'язком сприяти денацифікації Росії. Я буду продовжувати допомагати Україні в її героїчних зусиллях протистояти наступу Путінської Орди
Оригінальний текст (англ.)
I promise to pay $1,000,000 to the officer(s) who, complying with their constitutional duty, arrests Putin as a war criminal under Russian and international laws. Putin is not the Russian president as he came to power as the result of a special operation of blowing up an apartment building in Russia, then violated the Constitution by eliminating free elections and murdering his opponents. As an ethnic Russian and a Russia citizen, I see it as my moral duty to facilitate the denazification of Russia. I will continue my assistance to Ukraine in its heroic efforts to withstand the onslaught of Putin's Orda.

## Книга
- Definition: How to Succeed in Business Despite Being Hounded FBI, KGB, INS, Department of Homeland Security, Department of Justice, Interpol, and Mafia Hitmen Renaissance Publishing, 2006. ISBN 978-0-9727377-0-8[10][11] («Виклик. Як досягти успіху в бізнесі, коли за вами полюють ФБР, КДБ, американська міграційна служба, департамент вітчизняної безпеки, департамент юстиції, Інтерпол та мафіозні кілери»)